# Compagna di viaggio
Compagna di viaggio è un film del 1996 diretto da Peter Del Monte.

## Trama
Cora, ragazza romana disinibita e istintiva che vive di lavori saltuari, viene ingaggiata da Ada per pedinare il padre Cosimo, professore in pensione con disturbi alla memoria. Il pedinamento si complica perché Cosimo parte in treno verso il nord: Cora lo segue e i due si conosceranno, scoprendo un'imprevista affinità.

## Distribuzione
Il film fu presentato nella sezione Un Certain Regard del 49º Festival di Cannes.

## Riconoscimenti
- 1997 - David di Donatello
  - Migliore attrice protagonista a Asia Argento
- 1997 - Nastro d'argento
  - Nomination Regista del miglior film a Peter Del Monte
  - Nomination Migliore sceneggiatura a Gloria Malatesta, Claudia Sbarigia e Peter Del Monte
  - Nomination Migliore attrice protagonista a Asia Argento
- 1996 - Globo d'oro
  - Miglior film a Peter Del Monte
  - Nomination Miglior attrice a Asia Argento
  - Nomination Migliore sceneggiatura a Gloria Malatesta, Claudia Sbarigia e Peter Del Monte
- 1996 - Grolla d'oro
  - Miglior regista a Peter Del Monte
  - Miglior attrice a Asia Argento